# 2921 Софокл
2921 Софокл (2921 Sophocles) — астероїд головного поясу, відкритий 24 вересня 1960 року.
Тіссеранів параметр щодо Юпітера — 3,163.